# Nathan Sanford
Nathan Sanford, född 5 november 1777 i Bridgehampton, New York, död 17 oktober 1838 i Flushing, Queens, var en amerikansk politiker.
Han studerade juridik och inledde 1799 sin karriär som advokat i New York. Han var distriktsåklagare i New York 1803-1816. Han var ledamot av USA:s senat 1815-1821 och 1825-1831. Han var ordförande i senatens utrikesutskott i den 19:e kongressen 1825-1827.